# Diaboleïta
La diaboleïta és un mineral de la classe dels halurs que pertany al subgrup de la diaboleïta. Rep el seu nom del grec dia, a través, i del mineral boleïta.

## Característiques
És un mineral compost principalment de plom, coure i clor, que cristal·litza en el sistema tetragonal formant cristalls tabulars quadrats o plaques primes. També s'hi pot trobar de manera massiva. La seva duresa a l'escala de Mohs és de 2,5, i té una fractura concoidal. Segons la classificació de Nickel-Strunz, la diaboleïta pertany a «03.DB: Oxihalurs, hidroxihalurs i halurs amb doble enllaç, amb Pb, Cu, etc.» juntament amb els següents minerals: rickturnerita, pseudoboleïta, boleïta, cumengeita, bideauxita, cloroxifita, hematofanita, asisita, parkinsonita, murdochita i yedlinita.

## Formació i jaciments
Es troba en menes d'òxid de manganès, i com a mineral secundari en menes de plom i òxid de coure, així com en l'escòria d'aigua de mar. Sol trobar-se associada a altres minerals com: atacamita, boleïta, caledonita, cerussita, cloroxifita, hidrocerussita, leadhil·lita, mendipita, paratacamita, fosgenita i wherryita.